# استدلال باانگیزه
استدلال انگیزشی پدیده‌ای در علوم شناختی و روان‌شناسی اجتماعی است که در آن سوگیری‌های عاطفی به جای بازتاب دقیق شواهد (تصمیم گیری براساس شواهد)، به توجیه یا تصمیم‌گیری بر اساس تمایل شخص منجر می‌شود. این پدیده، "تمایل به قوی تر یافتن (باور به قویتر بودن) استدلال های به نفع نتیجه گیری هایی است که ما می خواهیم باور کنیم، در برابر استدلال های برای نتیجه گیری هایی که ما نمی خواهیم باور کنیم."  بنابراین افراد ممکن است، نه فقط به این دلیل که می خواهند نتیجه این باشد، بلکه به این دلیل که با توجه به باورها و انتظارات آنها این نتیجه گیری ها قابل قبول تر به نظر می رسد، نتیجه گیری های خودخواهانه انجام بدهند.
استدلال انگیزشی مشابه سوگیری تاییدی است، که شواهدی که یک باور را تایید می‌کنند (که حتی ممکن است یک باور منطقی باشد، نه صرفا باوری احساسی) بیشتر مورد توجه قرار می گیرد و یا اعتباری بیشتری به آن داده می شود، نسبت به شواهدی که آن باور را رد می کنند. این پدیده در مقابل تفکر انتقادی قرار می گیرد که در آن با باورها به شکلی شکاکانه و بی طرفانه برخورد می شود.
این پدیده می تواند به شکل گیری و چسبیدن به باورهای نادرست، علیرغم شواهد قابل توجهی مبنی بر خلاف آن باور، منجر شود. نتیجه پدیده به عنوان فیلتری عمل می کند که بر ارزیابی شواهد علمی و سایر افراد تأثیر می گذارد. 